# Пайозеро (озеро, Карелия)
Пайозеро — пресноводное озеро на территории Амбарнского сельского поселения Лоухского района Республики Карелии.

## Общие сведения
Площадь озера — 7,6 км², площадь водосборного бассейна — 1430 км². Располагается на высоте 71,4 метров над уровнем моря.
Форма озера лопастная, продолговатая: оно более чем на четыре километра вытянуто с северо-запада на юго-восток. Берега изрезанные, каменисто-песчаные, местами заболоченные.
Через озеро протекает река Воньга, впадающая в Белое море.
С юго-запада в Пайозеро впадает безымянный ручей, несущий воды озёр Нижнего- и Верхнего Шобозера.
В озере более десяти безымянных островов различной площади, однако их количество может варьироваться в зависимости от уровня воды.
К западу от озера проходит трасса Р21 («Кола»).
Населённые пункты вблизи водоёма отсутствуют.
Код объекта в государственном водном реестре — 02020000711102000003429.